# John Fogerty (album)
| Recensione       | Giudizio   |
| ---------------- | ---------- |
| AllMusic         | [ 1 ]      |
| Sputnikmusic     | 3.1 (Good) |
| Robert Christgau | B          |

John Fogerty è il secondo album discografico in studio da solista di John Fogerty, pubblicato nel settembre del 1975.
Un altro disco, al pari del precedente, curato e suonato interamente dall'ex leader dei Creedence. Contiene due singoli: il brano di fama mondiale Rockin' All Over the World, conosciuto soprattutto nella versione degli Status Quo, e Almost Saturday Night, altro brano inizialmente poco conosciuto ma diventato un classico col tempo e reinterpretato da diversi artisti.

## Tracce
Le tracce sono di John Fogerty tranne dove indicato.
Lato A
1. Rockin' All Over the World – 2:50
2. You Rascal You – 2:37 (Sam Theard)
3. The Wall – 2:55
4. Travelin' High – 3:15
5. Lonely Teardrops – 4:25 (Tyran Carlo, Berry Gordy)

Durata totale: 16:02
Lato B
1. Almost Saturday Night – 2:27
2. Where the River Flows – 2:28
3. Sea Cruise – 3:11 (Huey "Piano" Smith)
4. Dream/Song – 3:07
5. Flyin' Away – 4:21

Durata totale: 15:34

## Musicisti
- John Fogerty - voce, tutti gli strumenti musicali, arrangiamenti, produttore